# Pays d'outre-mer
Pour les articles homonymes, voir POM.
Pays d'outre-mer (POM) est l'appellation donnée au statut de la Polynésie française par l'article 1er de la loi organique du 27 février 2004, qui régit actuellement le statut de cet archipel du Pacifique. On rencontre parfois également à tort « province d'outre-mer », expression absente des textes réglementaires ou législatifs français et polynésiens.
Cependant, il résulte des débats parlementaires ayant précédé le vote de cette loi que cette appellation n'a aucune valeur juridique et est purement nominale. En effet, juridiquement, la Polynésie française reste une collectivité d'outre-mer de la France, régie par l'article 74 de la Constitution française.
Le Conseil constitutionnel, dans sa décision no 2004-490 DC du 12 février 2004, a confirmé que la dénomination de « pays d'outre-mer » n'emportait « aucun effet de droit », sauf pour le statut sui generis transitoire accordé à la Nouvelle-Calédonie et reconnu et régi par les articles 76 et 77 de la Constitution (depuis 1998 et l'accord de Nouméa), laquelle organise deux législations parallèles mais indépendantes, l'une de droit commun (national) et l'autre de droit coutumier (spécifique au territoire), en dehors de ce qui concerne les compétences exclusives de l'État en matière de gestion du territoire et de citoyenneté, ainsi qu’un organe exécutif local commun (un gouvernement) et une assemblée législative locale commune (Congrès) réunissant les élus territoriaux pour organiser les deux systèmes législatifs.